# Toledo (Oruro)
Toledo ist eine Ortschaft im Departamento Oruro im Hochland des südamerikanischen Andenstaates Bolivien.

## Lage im Nahraum
Toledo ist zentraler Ort des Municipio Toledo und Hauptstadt der Provinz Saucarí. Die Ortschaft liegt auf einer Höhe von 3715 m zwischen den Flussläufen des Río Matar Jahuira im Westen und des Río Vinto Jahuira im Osten, die beide zum Poopó-See hin entwässern.

## Geographie
Toledo liegt im östlichen Teil des bolivianischen Altiplano zwischen der Serranía de Huayllamarca im Westen und der Cordillera Azanaques im Osten, die wiederum Teil der bolivianischen Andengebirgskette der Cordillera Central ist.
Das Klima ist wegen der Äquatorlage ein typisches Tageszeitenklima und aufgrund der Höhenlage semiarid kühl und trocken. Die mittlere Durchschnittstemperatur der Region liegt bei etwa 10 °C (siehe Klimadiagramm Oruro), die Monatsdurchschnittswerte schwanken nur wenig zwischen 6 °C im Juni/Juli und knapp 14 °C im November/Dezember. Der Jahresniederschlag beträgt nur 400 mm, mit einer deutlichen Trockenzeit von Mai bis August mit Monatsniederschlägen unter 10 mm, und einer kurzen Feuchtezeit von Dezember bis März mit 60–85 mm Monatsniederschlag.

## Verkehrsnetz
Toledo liegt in einer Entfernung von 37 Straßenkilometern südwestlich von Oruro, der Hauptstadt des Departamentos.
Durch Toledo führt die 279 Kilometer lange Nationalstraße Ruta 12, die von Pisiga an der chilenischen Grenze in nordöstlicher Richtung über Sabaya, Huachacalla, Ancaravi und Toledo zur Hauptstadt Oruro und weiter nach Ocotavi führt. In Oruro kreuzt sie die nord-südlich verlaufende Fernstraße Ruta 1 vom Titicaca-See über El Alto, Oruro und Potosí nach Bermejo. In Ocotavi trifft sie auf die Ruta 4, die in östlicher Richtung nach Cochabamba, Santa Cruz de la Sierra und Puerto Suárez an der brasilianischen Grenze führt.

## Bevölkerung
Die Einwohnerzahl der Ortschaft ist in den vergangenen beiden Jahrzehnten auf fast das Doppelte angestiegen:
| Jahr | Einwohner | Quelle       |
| ---- | --------- | ------------ |
| 1992 | 757       | Volkszählung |
| 2001 | 685       | Volkszählung |
| 2012 | 1 462     | Volkszählung |
| 2024 |           | Volkszählung |

Die Region weist einen deutlichen Anteil an Aymara-Bevölkerung auf, im Municipio Toledo sprechen 69,2 Prozent der Bevölkerung Aymara.